# Marais de Somyne
Le marais de Somyne, en ukrainien : Сомине, est un espace naturel protégé de l'oblast de Rivne situé au nord de l'Ukraine.

## Histoire
Le marais est classé depuis le 24 décembre 2013, c'est une partie du Réserve naturelle de Rivne et un site RAmsar et WDPA de 108,52 kilomètres carrés et qui comprend le lac Somyne.